# Stomatepia
Stomatepia ist eine Fischgattung aus der Familie der Buntbarsche (Cichlidae). Sie kommt endemisch im Vulkansee Barombi Mbo in Westkamerun vor.

## Merkmale
Stomatepia-Arten haben eine typische Buntbarschgestalt und werden 9 bis 10 cm lang. Ihre Körper sind seitlich stark abgeflacht und unterschiedlich hoch gebaut. Die Körperhöhe erreicht 25 bis 37 % der Standardlänge. Das Maul ist spitz und leicht oberständig, der Oberkiefer erreicht 26,8 bis 35,2 % der Kopflänge. In der Färbung herrschen Brauntöne unterschiedlicher Helligkeit vor. Die Rückenflosse der Tiere wird von 13 bis 16 Stacheln und von 10 bis 12 Weichstrahlen gestützt. Die Anzahl der Stacheln in der Afterflosse beträgt 3, die der Weichstrahlen 8 bis 10. Wie für carnivore Fische typisch, ist der Darm kürzer als die Standardlänge.

## Lebensweise
Die drei Stomatepia-Arten nehmen im Barombi Mbo die ökologische Nische von kleinen Raubfischen ein und ernähren sich von Wasserinsekten, Jungfischen und Fischlarven. Sie sind damit die einzige carnivor lebende Gattung der Oreochrominen Buntbarsche. Zwei Arten betreiben Kleptoparasitismus und „stehlen“ Nahrung der Süßwasserkrabbe Potamon africanus. Stomatepia-Arten sind Maulbrüter.

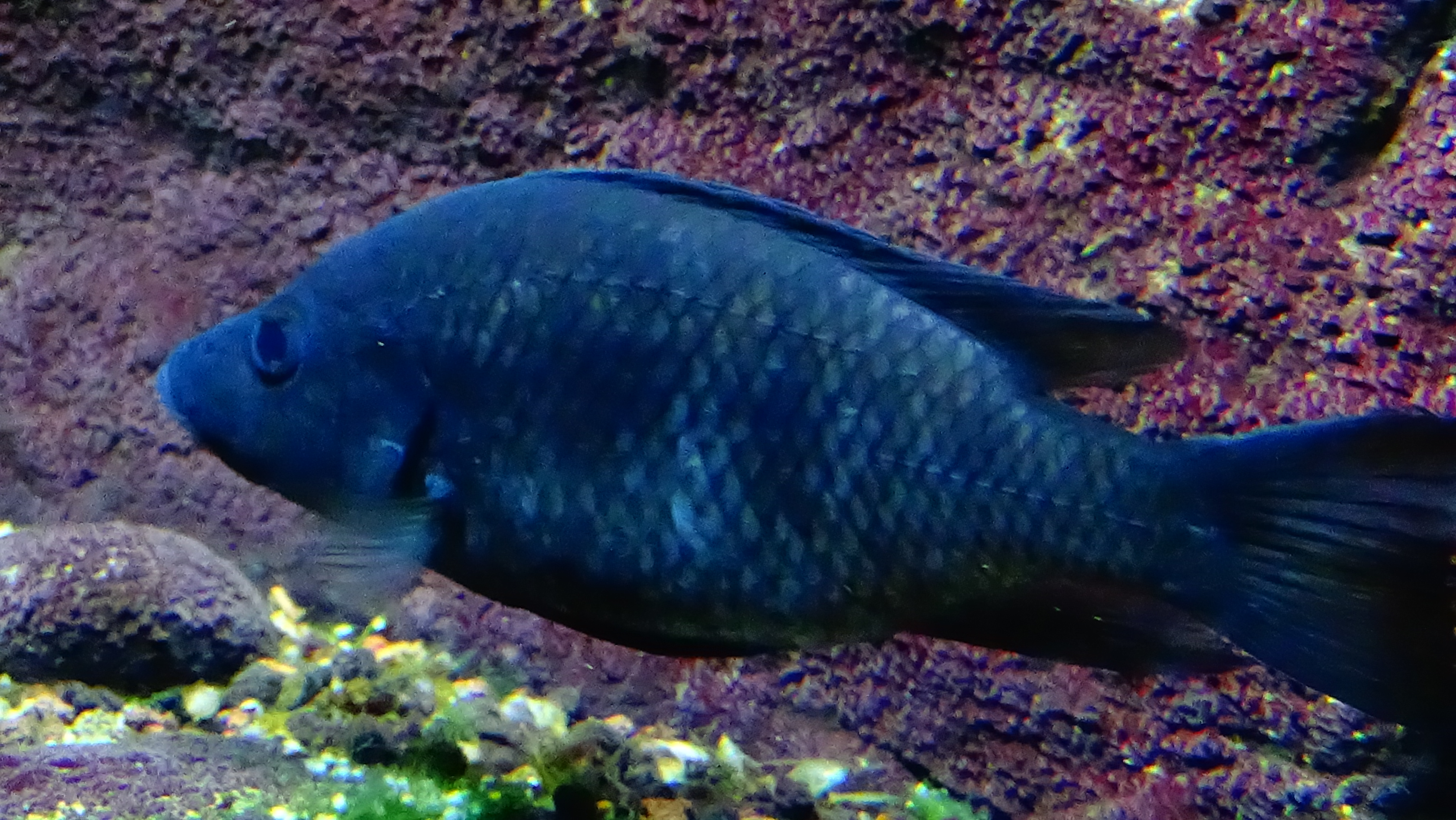
Stomatepia pindu im Aquarium Tropical de la Porte Doree

## Arten
- Stomatepia mariae (Holly, 1930)
- Stomatepia mongo Trewavas in Trewavas, Green & Corbet, 1972
- Stomatepia pindu Trewavas in Trewavas, Green & Corbet, 1972